# De pies a cabeza (canción)
«De pies a cabeza» es el segundo sencillo  de Maná de su tercer álbum, ¿Dónde jugarán los niños? (1992). Se mantuvo  por un total de 6 semanas en radios mexicanas y en Estados Unidos también. Esta canción es una de las exitosas del álbum.
En 2016 hiceron una versión remix con el reguetonero puertorriqueño-estadounidense Nicky Jam y el vídeo se lanzó a mediados de agosto de ese mismo año, obtuvo alrededor de 95 millones de vistas y hasta ahora un poco más de un millón en YouTube.

## Lista de canciones

### CD - Maxi single[6]
| De pies a cabeza — Single |                    |          |  |
| N.º                       | Título             | Duración |  |
| 1.                        | «De pies a cabeza» | 4:12     |  |

### Descarga digital[7]
| De pies a cabeza (feat. Nicky Jam) — Single |                                      |          |  |
| N.º                                         | Título                               | Duración |  |
| 1.                                          | «De pies a cabeza (feat. Nicky Jam)» | 4:12     |  |

### Saga Remix[8]
| De pies a cabeza (feat. Nicky Jam) [Saga Remix] — Single |                                                   |          |  |
| N.º                                                      | Título                                            | Duración |  |
| 1.                                                       | «De pies a cabeza (feat. Nicky Jam) [Saga Remix]» | 3:35     |  |

## Posicionamiento en listas

### Versión original
| Lista (1993-1994) | Mejor posición |
| ----------------- | -------------- |
| Perú (UPI)        | 1              |
| Venezuela (UPI)   | 1              |

| Lista (1995)                               | Mejor posición |
| ------------------------------------------ | -------------- |
| Estados Unidos (Billboard Latin Pop Songs) | 15             |

### Versión 2016
| Lista (2016)                                 | Mejor posición |
| -------------------------------------------- | -------------- |
| Estados Unidos (Billboard Hot Latin Songs)   | 8              |
| Estados Unidos (Billboard Latin Pop Airplay) | 1              |

#### Anuales
| País   | Certificador   | Lista         | Mejor posición |
| 2016   | 2016           | 2016          | 2016           |
| ------ | -------------- | ------------- | -------------- |
| México | Monitor Latino | Top pop anual | 58             |